# Водањ
Водањ је насељено место града Смедерева у Подунавском округу. Према попису из 2022. има 1085 становника (према попису из 2011. било је 1206 становника).
Овде се налази Железничка станица Водањ.

## Историја
Водањ лежи северозападно од Колара. Водањ је насеље новијег датума. Раније је овде била алија са појиштима села Ландола. Из писма, које су 1. јуна 1826. г. писали из Смедерева Сима Радојковић и Килош Стојаковић књазу Милошу, видимо да им је књаз месец дана раније под Н.637 наредио, да се брину о неким досељеницима из Рудничке Нахије. Они извештавају књаза Милоша да су по наређењу поступили и веле: „с момцима Вашим и с неколико кметова отишли смо у поменути Тургаевац и извидили, но при тому кад су видели новонаселници колико друмом кирајџије пролазе ни воде себи довољно добити не могу, зато и сами они нису хотели на оном месту населити се, но по том отишли смо у алију Водањ, близ Ландола села Нахије Смедеревске и гледали поменуто место. По том призвали смо кметове села Ландола и изјавили смо им за новонаселнике кији су их драговољно и примили“ . Међутим предање вели да Ландолцима није било право што су се ови населили, те су нове досељенике гонили и неколико пута палили колибе, због чега су се они морали да се склањају по суседним селима. Овако стање трајало је све дотле, док књаз Милош није наредио Ландолцима да нове досељенике оставе на миру.
Данашњи становници су поглавито потомци досељеника из крајева предратне Србије. Из Таковског среза су: Ђорђевићи, Вељковићи Накучана, Војновићи, Алексијевићи. Из Драгачева су: Главоњаци, Николићи, Милосављевићи, Вујичићи и остали који су придошли. Водањ има своју школу од 19. века и у њу су долазила деца из суседних села Сеоне, Удовица и Петријева.

## Демографија
У насељу Водањ живи 1015 пунолетних становника, а просечна старост становништва износи 44,0 година (43,2 код мушкараца и 44,9 код жена). У насељу постоји 381 домаћинство, а просечан број чланова по домаћинству је 3,17.
Ово насеље је великим делом насељено Србима (према попису из 2002. године).
|  |

| Демографија | Демографија | Демографија |
| Година      | Становника  | Становника  |
| ----------- | ----------- | ----------- |
| 1948.       | 1.197       |             |
| 1953.       | 1.317       |             |
| 1961.       | 1.363       |             |
| 1971.       | 1.336       |             |
| 1981.       | 1.406       |             |
| 1991.       | 1.426       | 1.395       |
| 2002.       | 1.314       | 1.372       |
| 2011.       | 1.206       |             |
| 2022.       | 1.085       |             |

| Етнички састав према попису из 2002.‍ | Етнички састав према попису из 2002.‍ | Етнички састав према попису из 2002.‍ | Етнички састав према попису из 2002.‍ | Етнички састав према попису из 2002.‍ |
| ------------------------------------ | ------------------------------------ | ------------------------------------ | ------------------------------------ | ------------------------------------ |
|                                      |                                      |                                      |                                      |                                      |
| Срби                                 | Срби                                 |                                      | 1.301                                | 99,01%                               |
| Македонци                            | Македонци                            |                                      | 3                                    | 0,22%                                |
| Румуни                               | Румуни                               |                                      | 2                                    | 0,15%                                |
| Мађари                               | Мађари                               |                                      | 1                                    | 0,07%                                |
| непознато                            | непознато                            |                                      | 6                                    | 0,45%                                |

| \| \| м \| \| \| ж \| \| ? \| 22 \| \| \| 21 \| \| 80+ \| 11 \| \| \| 19 \| \| 75—79 \| 19 \| \| \| 40 \| \| 70—74 \| 31 \| \| \| 49 \| \| 65—69 \| 37 \| \| \| 38 \| \| 60—64 \| 29 \| \| \| 35 \| \| 55—59 \| 42 \| \| \| 27 \| \| 50—54 \| 63 \| \| \| 43 \| \| 45—49 \| 63 \| \| \| 61 \| \| 40—44 \| 33 \| \| \| 48 \| \| 35—39 \| 40 \| \| \| 28 \| \| 30—34 \| 40 \| \| \| 34 \| \| 25—29 \| 31 \| \| \| 40 \| \| 20—24 \| 60 \| \| \| 43 \| \| 15—19 \| 32 \| \| \| 31 \| \| 10—14 \| 36 \| \| \| 36 \| \| 5—9 \| 37 \| \| \| 32 \| \| 0—4 \| 34 \| \| \| 29 \| \| Просек : \| 39,8 \| \| \| 43,1 \| |      |  |  |      |
| |      |  |  |      |
| | м    |  |  | ж    |
| ? | 22   |  |  | 21   |
| 80+ | 11   |  |  | 19   |
| 75—79 | 19   |  |  | 40   |
| 70—74 | 31   |  |  | 49   |
| 65—69 | 37   |  |  | 38   |
| 60—64 | 29   |  |  | 35   |
| 55—59 | 42   |  |  | 27   |
| 50—54 | 63   |  |  | 43   |
| 45—49 | 63   |  |  | 61   |
| 40—44 | 33   |  |  | 48   |
| 35—39 | 40   |  |  | 28   |
| 30—34 | 40   |  |  | 34   |
| 25—29 | 31   |  |  | 40   |
| 20—24 | 60   |  |  | 43   |
| 15—19 | 32   |  |  | 31   |
| 10—14 | 36   |  |  | 36   |
| 5—9 | 37   |  |  | 32   |
| 0—4 | 34   |  |  | 29   |
| Просек : | 39,8 |  |  | 43,1 |

| Година пописа     | 1948. | 1953. | 1961. | 1971. | 1981. | 1991. | 2002. |
| ----------------- | ----- | ----- | ----- | ----- | ----- | ----- | ----- |
| Број домаћинстава | 246   | 268   | 319   | 320   | 335   | 359   | 370   |

| Број чланова      | 1  | 2  | 3  | 4  | 5  | 6  | 7  | 8 | 9 | 10 и више | Просек |
| ----------------- | -- | -- | -- | -- | -- | -- | -- | - | - | --------- | ------ |
| Број домаћинстава | 64 | 69 | 59 | 62 | 46 | 46 | 16 | 6 | 0 | 2         | 3,55   |

| Пол    | Укупно | Неожењен/Неудата | Ожењен/Удата | Удовац/Удовица | Разведен/Разведена | Непознато |
| ------ | ------ | ---------------- | ------------ | -------------- | ------------------ | --------- |
| Мушки  | 553    | 144              | 357          | 32             | 20                 | 0         |
| Женски | 557    | 84               | 363          | 98             | 12                 | 0         |
| УКУПНО | 1.110  | 228              | 720          | 130            | 32                 | 0         |

| Пол    | Укупно                    | Пољопривреда, лов и шумарство | Рибарство                            | Вађење руде и камена | Прерађивачка индустрија       |
| ------ | ------------------------- | ----------------------------- | ------------------------------------ | -------------------- | ----------------------------- |
| Мушки  | 303                       | 139                           | 0                                    | 0                    | 72                            |
| Женски | 145                       | 76                            | 0                                    | 0                    | 16                            |
| Укупно | 448                       | 215                           | 0                                    | 0                    | 88                            |
|        |                           |                               |                                      |                      |                               |
| Пол    | Производња и снабдевање   | Грађевинарство                | Трговина                             | Хотели и ресторани   | Саобраћај, складиштење и везе |
| Мушки  | 3                         | 12                            | 20                                   | 4                    | 20                            |
| Женски | 0                         | 0                             | 17                                   | 1                    | 0                             |
| Укупно | 3                         | 12                            | 37                                   | 5                    | 20                            |
|        |                           |                               |                                      |                      |                               |
| Пол    | Финансијско посредовање   | Некретнине                    | Државна управа и одбрана             | Образовање           | Здравствени и социјални рад   |
| Мушки  | 0                         | 11                            | 3                                    | 6                    | 6                             |
| Женски | 3                         | 3                             | 2                                    | 13                   | 10                            |
| Укупно | 3                         | 14                            | 5                                    | 19                   | 16                            |
|        |                           |                               |                                      |                      |                               |
| Пол    | Остале услужне активности | Приватна домаћинства          | Екстериторијалне организације и тела | Непознато            | Непознато                     |
| Мушки  | 1                         | 0                             | 0                                    | 6                    | 6                             |
| Женски | 0                         | 0                             | 0                                    | 4                    | 4                             |
| Укупно | 1                         | 0                             | 0                                    | 10                   | 10                            |